# Pubarquia
La pubarquia se refiere a la primera aparición de vello púbico en un adolescente. La pubarquia es uno de los cambios físicos de la pubertad, y puede suceder que sea independiente de una completa pubertad. 
La pubarquia ocurre habitualmente como consecuencia del aumento natural y fisiológico de los niveles de andrógenos, raramente puede estar originada por la exposición de un niño a un esteroide anabolizante.
Cuando la pubarquia se presenta prematuramente, se la llama pubarquia prematura y debe estudiarse médicamente para saber cual es la causa. La adrenarquia prematura es la causa más común, también puede estar originada por tumores productores de andrógenos localizados en las glándulas suprarrenales. 
El término pubarquia prematura aislada se usa para describir la situación en la que se desarrolla de vello púbico a una edad prematura, sin otros cambios hormonales o físicos de la pubertad y es una anomalía de carácter leve que no tiene repercusiones.